# 大钟酒店

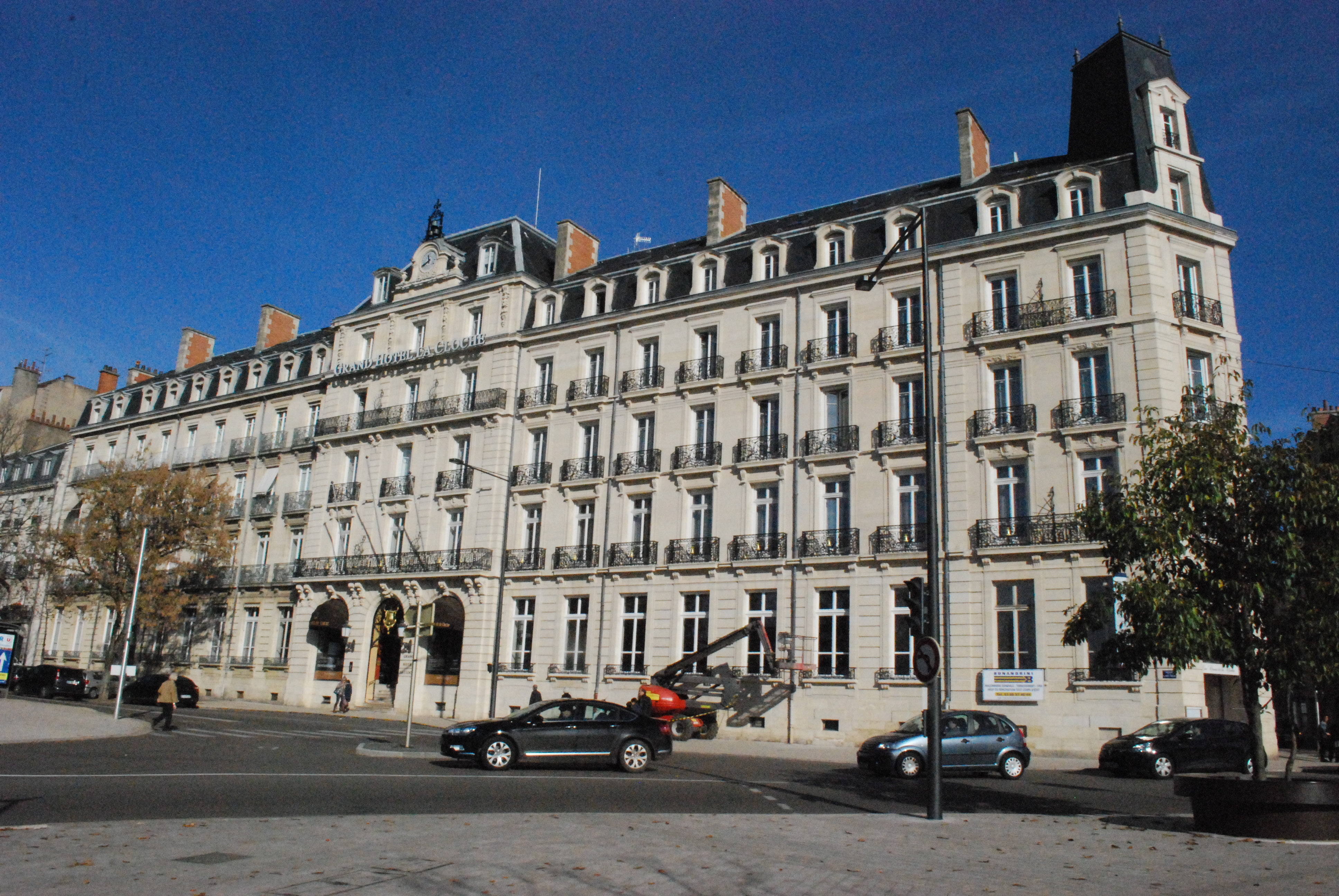

大钟酒店（Grand hôtel la Cloche）是一个五星级酒店，位于法国勃艮第第戎达西广场（place Darcy）14号。其立面和屋顶于1975年10月29日列为法国历史遗迹。

## 历史
大钟酒店成立于15世纪，至今已有500年历史。当时位于自由街（Rue de la Liberté）。1830年改用现名。
目前在达西广场的新古典主义建筑建于1881年至1884年，由第戎建筑师路易斯·贝林设计。1926年，巴黎建筑师约瑟夫·贾德尔负责扩建。
酒店拥有88间客房，包括5间套房，以及米其林餐厅。
2016年3月30日，该酒店获得五星标志。

## 画廊

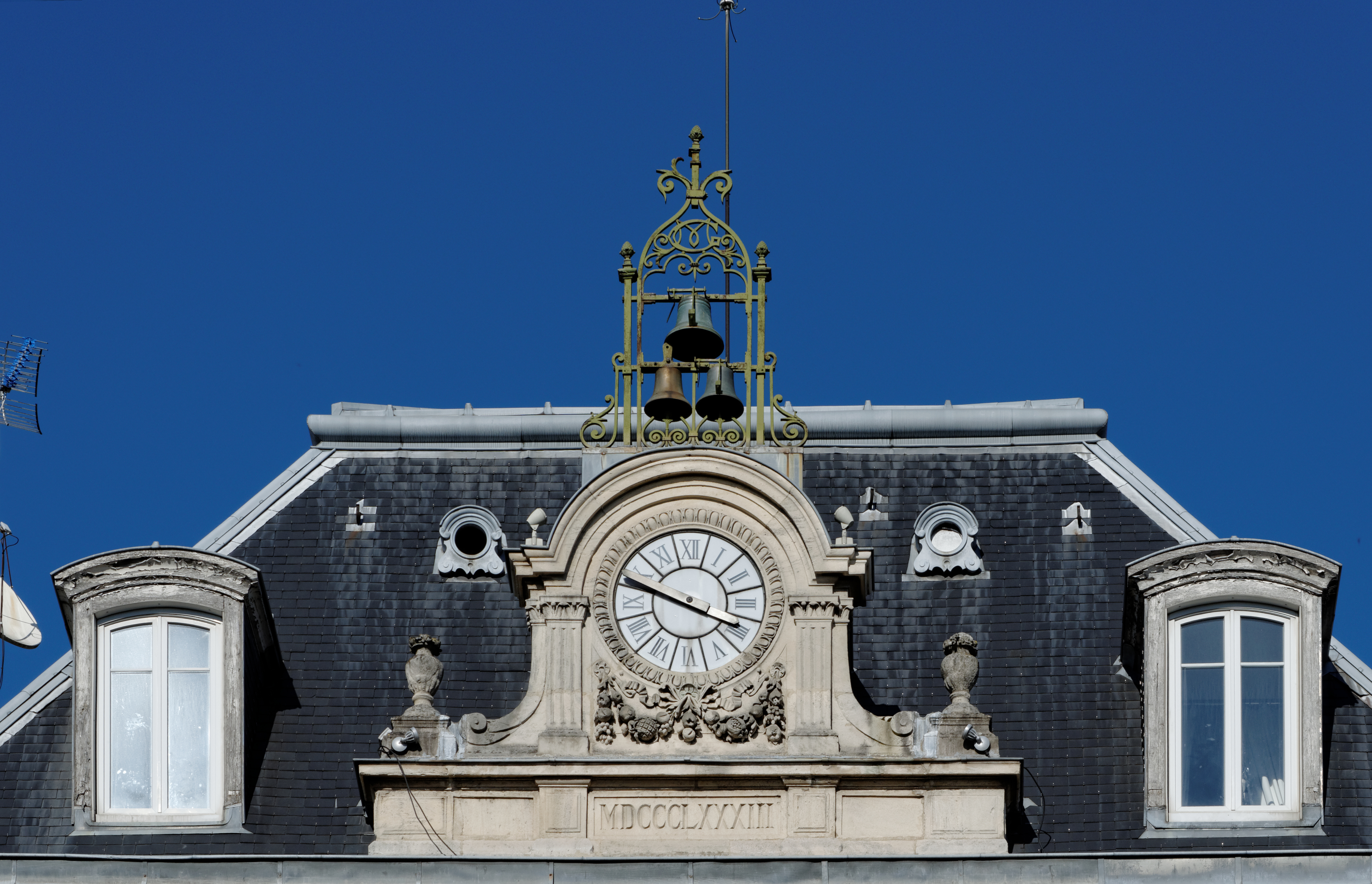
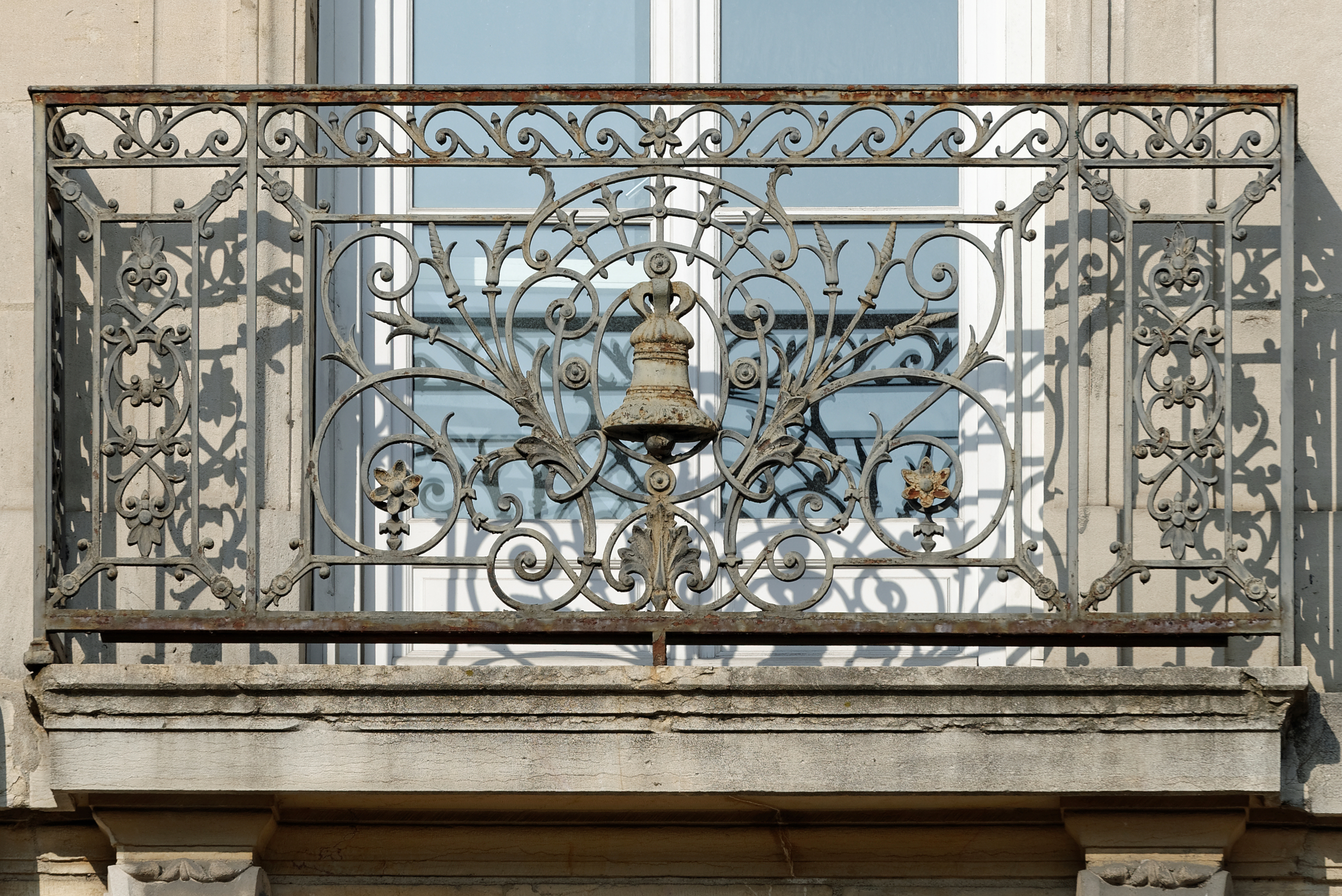